# الضم السوفيتي لبيلاروسيا الغربية

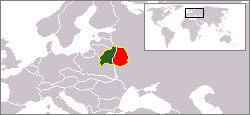
بيلاروسيا الغربية باللون الأخضر

على أساس بند سري من ميثاق مولوتوف-ريبنتروب، غزا الاتحاد السوفيتي بولندا في 17 أيلول 1939، واستولى على المقاطعات الشرقية للجمهورية البولندية الثانية. كانت المقاطعات الشرقية لبولندا ما بين الحربين العالميتين مأهولة من قبل مجموعة سكانية مختلطة عرقيًا، مع هيمنة وجود البولنديين وكذلك اليهود البولنديين في المدن. تشكل هذه الأراضي الآن العمود الفقري لأوكرانيا الغربية الحديثة وغرب بيلاروسيا.
أدى ضم الأراضي البولندية، التي أُضيفت إلى بيلاروسيا السوفيتية، وجمهورية أوكرانيا الاشتراكية السوفياتية وحدها، إلى اكتساب الدولة السوفيتية 50,600 ميل مربع (131,000 كـم2)، وزيادة عدد سكانها بأكثر من سبعة ملايين شخص.

## ضم النصف الشرقي من بولندا ما بين الحربين العالميتين
في 17 أيلول 1939، دخل الجيش الأحمر الأراضي البولندية، متصرفًا على أساس بند سري من ميثاق مولوتوف-ريبنتروب بين الاتحاد السوفيتي وألمانيا النازية. ونفى الاتحاد السوفيتي فيما بعد وجود هذا البروتوكول السري، مدعيا أنه لم يكن متحالفا مع الرايخ الألماني، وتصرف بشكل مستقل «لحماية» الأقليات الأوكرانية والبيلاروسية في الدولة البولندية المنحلة.
نُظمت مظاهرات داعمة للسوفيت من قبل المليشيات الداعمة لهم. ساعد الجيش السوفيتي مباشرة بعد دخول الأراضي البولندية في إنشاء «إدارات مؤقتة» في المدن و «لجان الفلاحين» في القرى من أجل تنظيم انتخابات قائمة واحدة لـ «مجلس الشعب في غرب بيلاروسيا» الجديد. صُممت الانتخابات لإعطاء الضم مظهر شرعي، لكنها لم تكن حرة أو نزيهة. كان الناخبون يختارون مرشحًا واحدًا فقط، وغالبًا ما يكون شيوعيًا محليًا أو شخصًا تم إرساله إلى غرب بيلاروسيا من بيلاروسيا السوفيتية لكل منصب انتخابي؛ ثم قدم مفوضي الحزب الشيوعي للجمعية قرارات من شأنها دفع تأميم البنوك والصناعات الثقيلة ونقل الأراضي إلى المجتمعات الفلاحية.
جرت الانتخابات في 22 تشرين الأول 1939؛ أفادت الأرقام الرسمية بمشاركة 93 في المائة من الناخبين، وأيد 91 في المائة منهم المرشحين المعينين. في 30 تشرين الأول، أكدت جلسة مجلس الشعب في غرب بيلاروسيا المنعقدة في بيلستوك (بياليستوك البولندية) القرار السوفيتي بالانضمام إلى جمهورية بيلاروسيا الاشتراكية السوفياتية. صوت مجلس الشعب في غرب بيلاروسيا بالإجماع لشكر ستالين للتحرير وأرسل وفدًا إلى موسكو للمطالبة بإدراج الأراضي رسميًا في جمهورية بيلاروسيا الاشتراكية السوفياتية. صوت المجلس الأعلى لجمهورية بيلاروسيا الإشتراكي السوفيتية بالموافقة على ذلك في 1 تشرين الثاني 1939. في 14 تشرين الثاني تم التوقيع على قانون قبول غرب بيلاروسيا في جمهورية بيلوروسيا الاشتراكية السوفياتية في جلسة استثنائية للمجلس الأعلى.
صورت الدعاية السوفيتية الغزو السوفيتي لبولندا على أنه «تحرير غرب بيلاروسيا وأوكرانيا». رحب العديد من البيلاروسيين العرقيين بالوحدة مع جمهورية بيلاروسيا الاشتراكية السوفياتية.

## الترحيلات والاعتقالات وعهد الترهيب
سرعان ما بدأ السوفييت في مصادرة وتأميم وإعادة توزيع جميع الممتلكات البولندية الخاصة والمملوكة للدولة. خلال العامين التاليين للضم، اعتقل السوفييت ما يقرب من مئة الف مواطن بولندي من كامل منطقة كريسي. لصعوبة الوصول إلى المحفوظات السوفيتية والبيلاروسية السرية، ولسنوات عديدة بعد الحرب، كان عدد المواطنين البولنديين الذين تم ترحيلهم إلى سيبيريا من مناطق غرب بيلاروسيا، وكذلك عدد الذين لقوا حتفهم في ظل الحكم السوفيتي تقديري وغير موثق أو مؤكد. ولكن في آب 2009، بمناسبة الذكرى السبعين للغزو السوفيتي، أعلن المعهد البولندي الرسمي للذكرى الوطنية أن باحثيها خفضوا تقديرات عدد الأشخاص الذين تم ترحيلهم إلى سيبيريا إلى 320.000 الف في المجموع. حوالي 150.000 مواطن بولندي لقوا حتفهم في ظل الحكم السوفياتي.